# Anders Ståhle
Anders Gustaf Ståhle, född 8 oktober 1844 i Botkyrka socken, Stockholms län, död 1915 i Västervik, var en svensk väg- och vattenbyggnadsingenjör.
Ståhle blev student vid Uppsala universitet 1863, elev vid Teknologiska institutet samma år och utexaminerades från Krigshögskolan på Marieberg 1867. Han blev löjtnant i Väg- och vattenbyggnadskåren 1873, kapten 1886 och var major 1907–1909. Han var elev vid Statens järnvägsbyggnader 1863–1864, utförde diverse undersökningar 1867–1868, var anställd vid lokomotivverkstad i Malmö 1868–1869, avdelningschef vid järnvägsundersökningar i Ryssland och Kaukasien 1869–1872, stationsingenjör vid Karlskrona–Växjö järnvägsbyggnad 1872–1875, utförde ett flertal ingenjörsuppdrag 1875–1883, såsom undersökningar och förslag till vattenledning i Halmstad och Växjö samt avloppsledning i Eskilstuna och järnvägs- och landsvägsundersökningar, utförde avloppsledningar i Växjö, var trafikchef vid Norsholm–Västervik–Hultsfreds Järnvägar från 1883 och tillika maskiningenjör där från 1886. Han var ledamot i direktionen för navigationsskolan i Västervik 1886–1906.